# エンターテイメント表現の自由の会
エンターテイメント表現の自由の会（エンターテイメントひょうげんのじゆうのかい、英語：Association for Freedom of Entertainment Expression、略称：AFEE〔エーフィー〕）は、日本の無党派の市民団体。エンターテイメントの表現の自由を主張し、漫画やアニメ、ゲームなどに対する表現規制に反対している。代表は坂井崇俊、名誉顧問は参議院議員の山田太郎。

## 活動
2014年に提出された児童ポルノ禁止法改正案について参議院などにロビイングを行い、表現規制に慎重になるよう働きかけた。
2015年9月21日までに、日本の著作権法における非親告罪化の問題を主張するため、『AFEEマガジン』が作製された。『AFEEマガジン』には、東京都青少年健全育成審議会を傍聴した記録なども掲載されている。同誌はコミックマーケットでの出展活動でも頒布されている。
毎日新聞の2018年12月12日の記事について、毎日新聞社会部宛てに質問状を送付した。
静止画などを含めるダウンロード違法化の対象拡大に反対を表明した。
国際連合人権高等弁務官事務所に、ステークホルダーとして児童の売買等に関する児童の権利条約選択議定書の実施に関するガイドライン案に関連するパブリックコメントを提出した。
2024年4月4日、AV産業の適正化を考える会が開催したシンポジウムに出席した。
国政選挙の候補者に対し、表現の自由についての見解を問うアンケートを実施している。このアンケートの質問項目の一つには「好きなマンガ・アニメ・ゲーム」がある。
2025年7月30日、AFEEはSteamとitch.ioにおける金融的検閲に対抗するように呼びかける声明を発表した。

## 人物
一般社団法人フィクトセクシュアル協会代表理事の近藤顕彦が編集委員として務めている。